# Bruchidius lutescens
Bruchidius lutescens là một loài bọ cánh cứng trong họ Bruchidae. Loài này được Blanchrd miêu tả khoa học năm 1844.